# Isotta Ingrid Rossellini
Isotta Ingrid Frieda Giuliana Rossellini (Roma, 18 giugno 1952) è una critica letteraria e saggista italiana naturalizzata statunitense.

## Biografia
Figlia dell'attrice svedese-tedesca Ingrid Bergman e del regista Roberto Rossellini, nonché sorella gemella di Isabella, si è laureata presso la Columbia University di New York, dove ha anche conseguito il dottorato, studiando con i critici letterari Maristella Lorch e Luciano Rebay. Isotta Rossellini ha insegnato letteratura italiana presso le università di Harvard, Princeton e New York. Inoltre tiene spesso conferenze sul neorealismo del padre, puntando in particolar modo sull'importanza dei film prodotti per la televisione italiana. 
Nel 1995 la casa editrice Olschki ha pubblicato il suo primo libro, Nel trapassar del segno: idoli della mente ed echi della vita nei Rerum Vulgarium Fragmenta. Il volume presenta un'analisi del Canzoniere di Petrarca.

## Vita privata
Ha due figli: Tommaso Acciarito Rossellini  (nato a Roma nel 1979 dal suo primo matrimonio con Alberto Acciarito) e Francesca Aborn (nata nel 1992 dal secondo matrimonio con Richard Aborn, che ha sposato nel 1990).

## Pubblicazioni

### Studi in volume
- Nel trapassar del segno: idoli della mente ed echi della vita nei Rerum vulgarium fragmenta, Olschki, 1995.
- Know Thyself: Western Identity from Classical Greece to the Renaissance, DoubleDay Penguin, 2018.